# Positivismo estratégico
O positivismo estratégico é uma abordagem que reconhece as limitações e o potencial dos métodos positivistas, utilizando-os de forma estratégica para objetivos emancipatórios. Ele se apoia tanto em ferramentas quantitativas clássicas quanto em novas e desenvolve uma infraestrutura centrada na epistemologia, metodologia e engajamento político.